# 6219 Demalia
A 6219 Demalia (ideiglenes jelöléssel 1978 PX2) a Naprendszer kisbolygóövében található aszteroida. Nyikolaj Sztyepanovics Csernih fedezte fel 1978. augusztus 8-án.